# 角栄ガス
角栄ガス株式会社（かくえいガス、英: Kakuei Gas Co.,Ltd.）は、東京都渋谷区に本社を置く一般ガス事業者。埼玉県と千葉県の5か所の、角栄団地として分譲された地域において都市ガスの供給を行う。社名は創業者の角田式美から採られており、田中角栄元内閣総理大臣との関係はない。

## 沿革
昭和30年代、角田式美が率いる建設会社の角栄建設（現在の長谷工不動産ホールディングス）が、埼玉県所沢市の狭山ヶ丘角栄団地の分譲を開始するが、この住宅分譲地では当初より角栄ガスによるものではないが都市ガス設備、上水道や商店街などが整備計画されていて、これは当時の住宅水準として高度水準なものであった。会社としては同団地の分譲当時を機にガス事業進出の準備を進めており、埼玉県川越市の霞ヶ関角栄団地の造成が始まった1964年5月、資本金2,000万円で角栄ガスを設立した。
翌1965年10月、霞ヶ関角栄団地において都市ガスの供給を開始した。1971年、千葉県佐倉市の志津角栄団地にて都市ガスの供給を開始、千葉県に進出した。その後、前述の2地区を含め埼玉・千葉の5地区で都市ガスの供給を行うこととなる。
1987年、角田は角栄建設の経営権を日本長期信用銀行（当時）に譲渡。代わりに同銀行が保有していた角栄ガスの株式を買い取り、ガス事業以外からは撤退した。

## 事業所
- 埼玉サービスセンター - 〒350-1108 埼玉県川越市伊勢原町2-14-4 1965年10月供給開始
- 千葉サービスセンター - 〒285-0843 千葉県佐倉市中志津3-36-1 1970年12月供給開始
- 西坂戸サービスステーション - 〒350-0247 埼玉県坂戸市西坂戸4-23-1 1972年7月供給開始
- 千葉東サービスステーション - 〒267-0055 千葉県千葉市緑区越智町705-537 1977年10月供給開始[2]
- 東小川サービスステーション - 〒355-0322 埼玉県比企郡小川町東小川5-6-3 1981年7月供給開始